# Regimantas Adomaitis
Regimantas Adomaitis, né le 31 janvier 1937 à Šiauliai en Lituanie et mort le 20 juin 2022 à Vilnius, est un acteur de théâtre et de cinéma, soviétique puis lituanien.

## Biographie
Regimantas Adomaitis est le fils de Vaïtkous et Kotrina Adomaitis. En 1954, il entame les études à la faculté physique mathématique de l'Université de Vilnius.
Vers la fin du cursus, il s'inscrit à la faculté d'art dramatique du Conservatoire de Vilnius et obtient son diplôme en 1962. Il travaille ensuite au théâtre dramatique de Marijampolė (lt) en 1962-1963, puis, au Théâtre dramatique de Kaunas en 1963-1967. À partir de 1967, il est acteur du Théâtre national d'art dramatique de Lituanie.
Il collabore également avec le Théâtre dramatique russe de Lituanie.
En 1981, Regimantas Adomaitis reçoit le Prix national de la République démocratique allemande. En 1985, il se voit distingué Artiste du peuple de l'URSS. La même année, il est membre du jury du 35e festival du film de Berlin.
L'artiste est membre de Sąjūdis dès 1988.
Il meurt le 20 juin 2022 et sera enterré au cimetière d'Antakalnis de Vilnius.

## Filmographie sélective
- 1966 : Personne ne voulait mourir de Vytautas Žalakevičius : Donatas
- 1968 : Sergueï Lazo (Сергей Лазо)  de Aleksandr Gordon : Sergueï Lazo
- 1971 : Le Roi Lear (Король Лир) de Grigori Kozintsev : Edmond
- 1974 : La Panne de Vytautas Žalakevičius (téléfilm)
- 1979 : La vie est belle (Жизнь прекрасна!) de Grigori Tchoukhraï : enquêteur
- 1980 : La Fiancée (Die Verlobte) de Günther Rücker (de) et Günter Reisch : Hermann Reimers
- 1981 : Faktas (Le Groupe sanguin zéro) d'Almantas Grikevičius : Jonas Buckus
- 1982 : Le Riche et le Pauvre d'Arūnas Žebriūnas : Teddy Boylan
- 1983 : Le Fourgon vert (Зелёный фургон!) d'Aleksander Pavlovski : Aleksandre Ermakov
- 1989 : Un dieu rebelle de Peter Fleischmann : Wieland
- 2004 : Une saga moscovite, feuilleton télévisé de Dmitri Barchtchevski : journaliste Reston
- 2019 : Anton de Zaza Urushadze : Anton

## Prix et récompenses
- 1979 : Artiste du Peuple de la République socialiste soviétique de Lituanie
- 1981 : Prix national de la République démocratique allemande
- 1985 : Artiste du peuple de l'URSS
- 1997 : ordre du Grand Duc Gediminas